# Barre-des-Cévennes
Barre-des-Cévennes (okzitanisch Barra de las Cevenas) ist eine französische Gemeinde mit 200 Einwohnern (Stand 1. Januar 2022) im Département Lozère in der Region Okzitanien.

## Geografie
Barre-des-Cévennes ist eine touristisch geprägte Ortschaft, sie liegt unterhalb einer Bergkuppe am Südrand der Cevennen.

## Weblinks

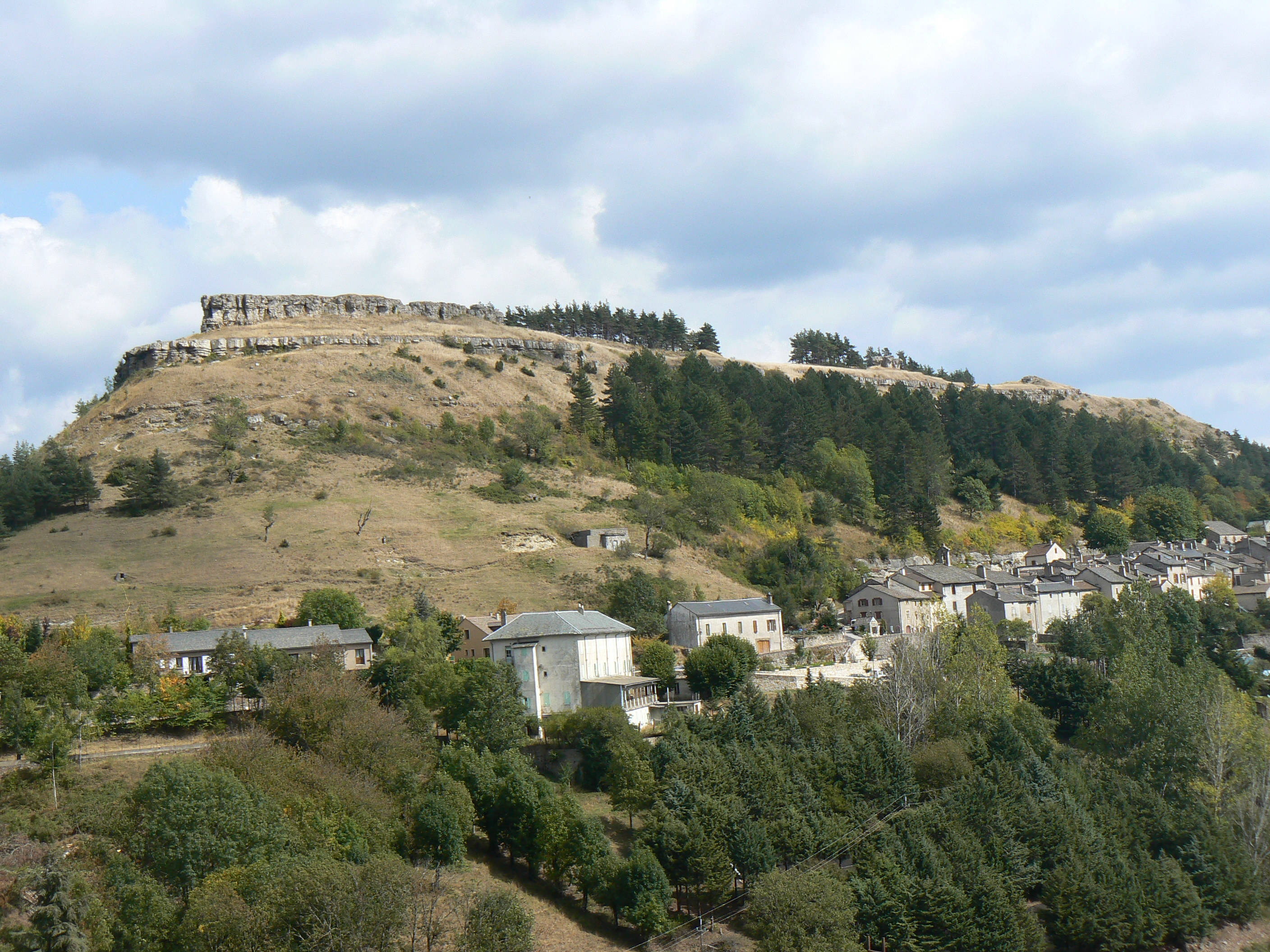
Barre-des-Cévennes unterhalb einer Bergkuppe

## Bevölkerungsentwicklung
| Jahr      | 1962 | 1968 | 1975 | 1982 | 1990 | 1999 | 2010 | 2018 |
| Einwohner | 207  | 201  | 152  | 214  | 187  | 180  | 204  | 203  |